# Бедфорд (Пенсільванія)
Бедфорд (англ. Bedford) — місто (англ. borough) в США, в окрузі Бедфорд штату Пенсільванія. Населення — 2865 осіб (2020).

## Географія
Бедфорд розташований за координатами 40°0′54″ пн. ш. 78°30′11″ зх. д. / 40.01500° пн. ш. 78.50306° зх. д. (40.015075, -78.503014). За даними Бюро перепису населення США в 2010 році місто мало площу 2,88 км², з яких 2,81 км² — суходіл та 0,07 км² — водойми.

## Демографія
Згідно з переписом 2010 року, у селищі мешкала 2841 особа в 1494 домогосподарствах у складі 716 родин. Густота населення становила 986 осіб/км². Було 1676 помешкань (581/км²).
Расовий склад населення:
| - 96,1 % — білих - 1,2 % — чорних або афроамериканців - 0,5 % — азіатів - 0,1 % — корінних американців |

До двох чи більше рас належало 1,5 %. Частка іспаномовних становила 2,0 % від усіх жителів.
За віковим діапазоном населення розподілялося таким чином: 17,2 % — особи молодші 18 років, 57,6 % — особи у віці 18—64 років, 25,2 % — особи у віці 65 років та старші. Медіана віку мешканця становила 48,8 року. На 100 осіб жіночої статі у селищі припадало 85,1 чоловіків; на 100 жінок у віці від 18 років та старших — 81,8 чоловіків також старших 18 років.
Середній дохід на одне домашнє господарство становив 56 548 доларів США (медіана — 41 990), а середній дохід на одну сім'ю — 77 350 доларів (медіана — 58 370). Медіана доходів становила 37 132 долари для чоловіків та 37 450 доларів для жінок. За межею бідності перебувало 13,3 % осіб, у тому числі 20,3 % дітей у віці до 18 років та 5,5 % осіб у віці 65 років та старших.
Цивільне працевлаштоване населення становило 1224 особи. Основні галузі зайнятості: освіта, охорона здоров'я та соціальна допомога — 19,9 %, мистецтво, розваги та відпочинок — 19,0 %, роздрібна торгівля — 17,6 %.